# The Beauty Parlor of Stone Gulch
The Beauty Parlor of Stone Gulch è un cortometraggio muto del 1912 diretto da Pat Hartigan. Le due protagoniste sono interpretate da Ruth Roland e da Marin Sais, due tra le star femminili della Kalem, la casa di produzione.

## Produzione
Il film, prodotto dalla Kalem Company, venne girato a Santa Monica.

## Distribuzione
Distribuito dalla General Film Company, il film - un cortometraggio a una bobina - uscì nelle sale cinematografiche degli Stati Uniti il 23 agosto 1912.